# NGC 4062
NGC 4062 (również PGC 38150 lub UGC 7045) – galaktyka spiralna z poprzeczką (SBc), znajdująca się w gwiazdozbiorze Wielkiej Niedźwiedzicy. Odkrył ją William Herschel 20 marca 1787 roku.